# Kölner Gürtel

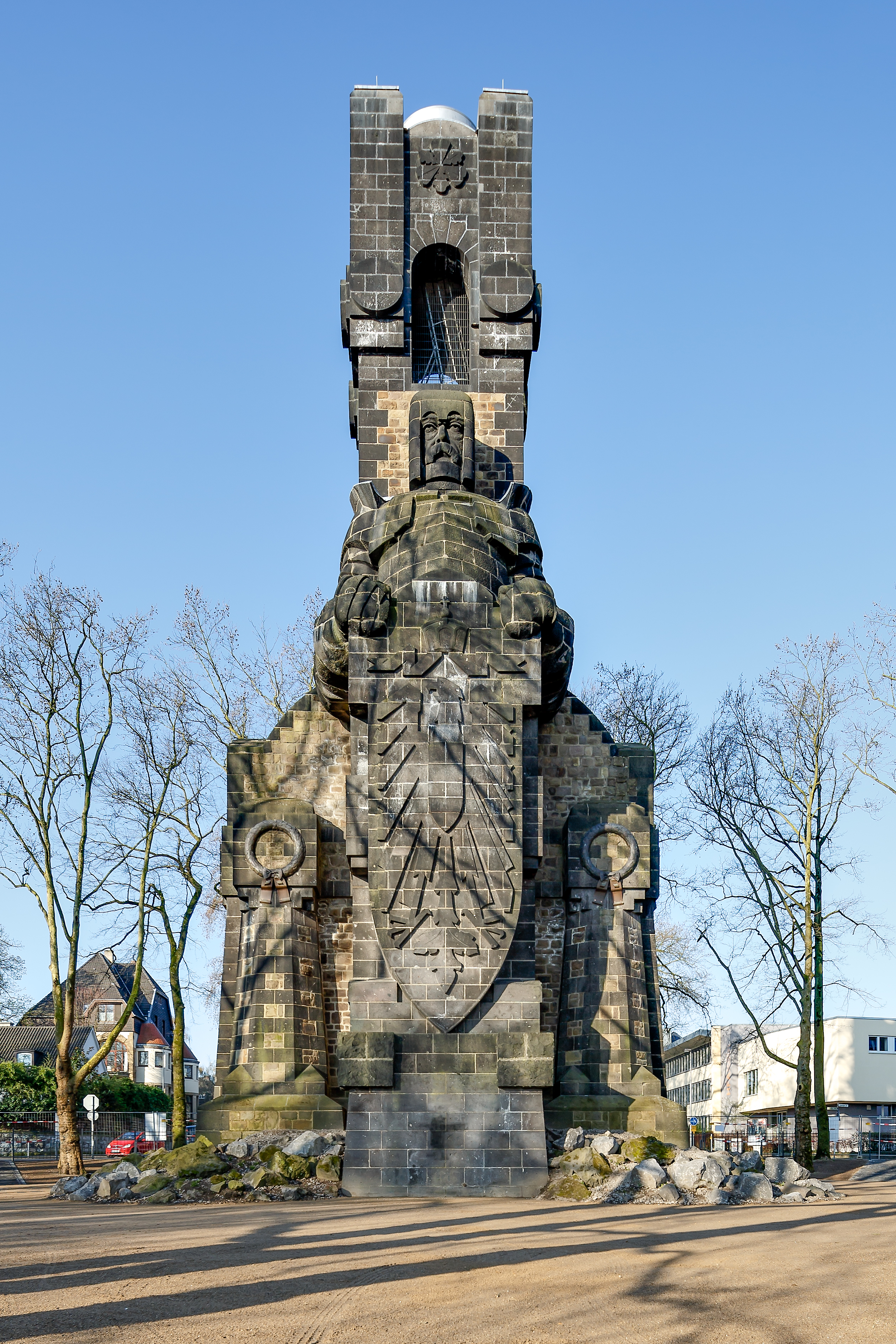
Bismarckturm am Beginn des Bayenthalgürtels

Der Kölner Gürtel ist eine Ringstraße in Köln, die halbkreisförmig das linksrheinische Köln umgibt. Die einzelnen Abschnitte des Gürtels sind nach den Stadtteilen oder größeren Anlagen benannt, die jeweils durchquert werden. Die Straßenkreuzungen mit den großen radialen Ausfallstraßen bilden meist die Grenzen der einzelnen Gürtelabschnitte.

## Gürtel im System der Straßenringe
Innerhalb des Systems der bedeutenderen Kölner Straßenringe ist der Gürtel – vom Stadtzentrum aus gezählt – nach den Ringen und der Inneren Kanalstraße mit ihren Fortsetzungen im Inneren Grüngürtel der dritte Ring. Die weiteren Straßenringe sind der Militärring im ehemaligen Festungsring Köln und der Kölner Autobahnring.

## Geschichte
Im Gegensatz zu den anderen innerstädtischen Straßenringen, die zusammen mit den Wallstraßen vor der Stadtmauer und jenseits der Bastionen als inneren Ringen sich durch ihre Entstehung als Teil oder als Nachfolgeeinrichtungen auf die militärische Geschichte Kölns zurückführen lassen und nach einheitlicher und zeitgleicher Planung entstanden sind, sind die Gürtelstraßen zu unterschiedlichen Zeiten angelegt worden. Sie sind auch – bis auf den Autobahnring – die jüngsten Ringstraßen. Ihr seit Jahrzehnten immer wieder geforderter Endausbau im Kölner Norden steht noch aus. Der Ausbau der Siedlungen um die einst ummauerte Stadt erfolgte im 19. Jahrhundert entlang den radialen Ausfallstraßen; nur selten wurden dabei bereits breitere Querverbindungen angelegt. Diese älteren Teile sind am fehlenden Mittelgrünstreifen und an den Häusern im Baustil der Gründerzeit zu erkennen. Der Beginn des Gürtels am Rheinufer in Bayenthal war um die Wende zum 20. Jahrhundert (Bau des Bismarckturms dort 1902) wohl noch isoliert. Der Ausbau von Klettenberg, Sülz und Lindenthal über den Gürtel hinaus erfolgte in schlichten Mietshäusern meist durch Wohnungsbaugenossenschaften in den Jahren nach dem Ersten Weltkrieg. Spektakuläre Bauten fehlen deshalb. Auch die Kirchen der Stadtbezirke liegen eher an den Radialstraßen oder Plätzen im Viertel. Ausnahmen sind die Fassadenkirche St. Bruno am Klettenberggürtel (von 1924/26) und die Paul-Gerhard-Kirche auf dem Lindenthalgürtel.
Bis in die 1950er Jahre verlief der Gürtel nur von Klettenberg bis nach Nippes. Die später geschlagene Verbindung nach Bayenthal verläuft vielfach durch Grünanlagen und ehemalige Fabrikanlagen. Wegen der niedrigen Unterquerung der Bahnstrecke mit dem Umschlagbahnhof Köln Eifeltor ist die Straße dort auch nur einspurig. Die neueren Strecken fallen auch durch ihre autogerechtere Anlage auf. Gut erkennbar ist dies bei der anbaufreien Streckenführung des Niehler Gürtels vor der Mülheimer Brücke.

## Verlauf

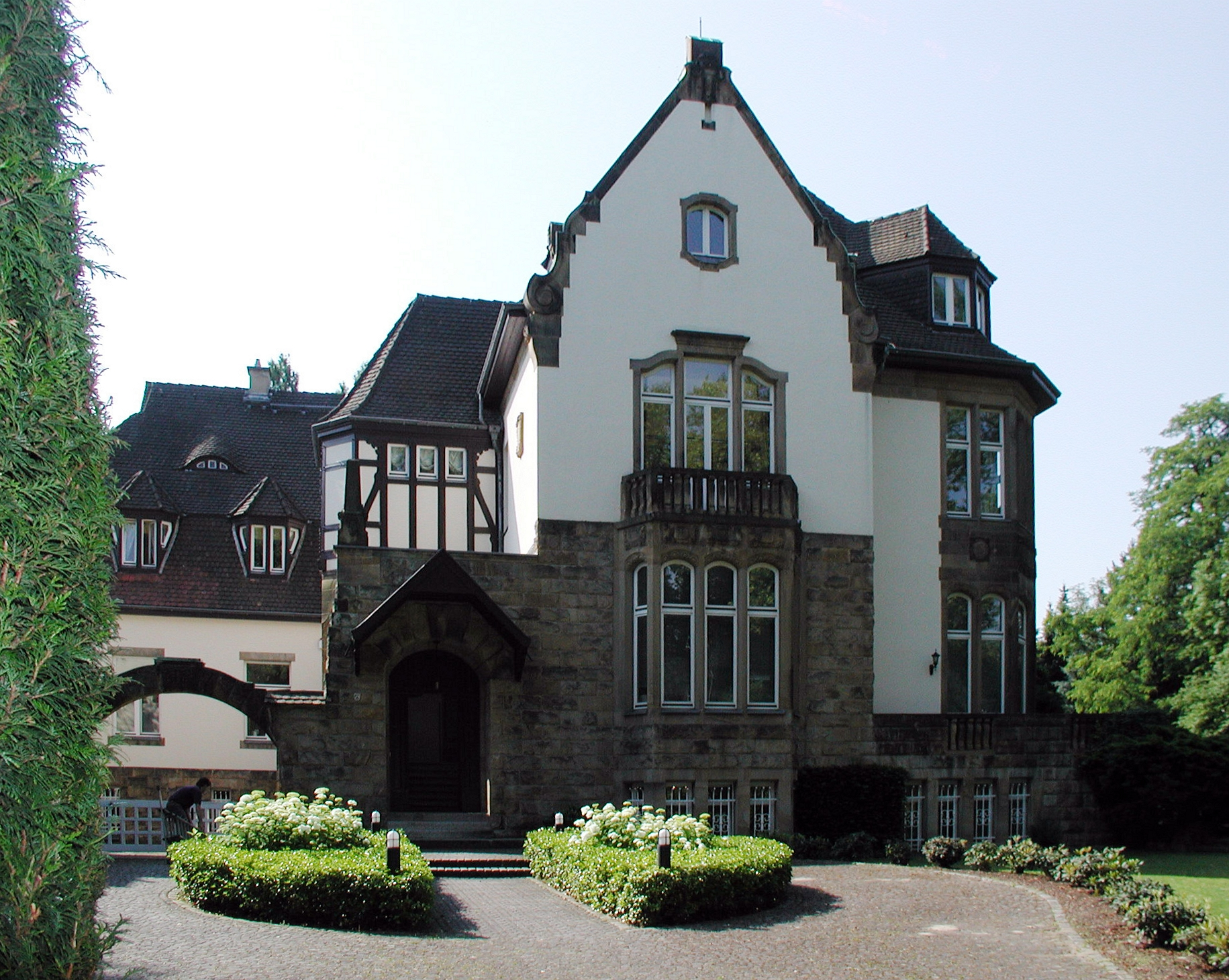
Villa Bayenthalgürtel 15

### Bayenthalgürtel
Der Gürtel beginnt im Süden der Stadt am Rheinufer. Er bildet als Bayenthalgürtel die Grenze zwischen den anliegenden Stadtteilen Bayenthal im Norden und Marienburg im Süden. Der Gürtel ist in diesem Abschnitt überwiegend gehobenes Wohngebiet ohne Industrieansiedlung oder Geschäftslagen. Die mit Platanen bestandene Allee endet nach zahlreichen Einmündungen und Kreuzungen mit kleinen, überwiegend mit Villen bebauten, Nebenstraßen an der Kreuzung mit der Bonner Straße.

### Raderberggürtel

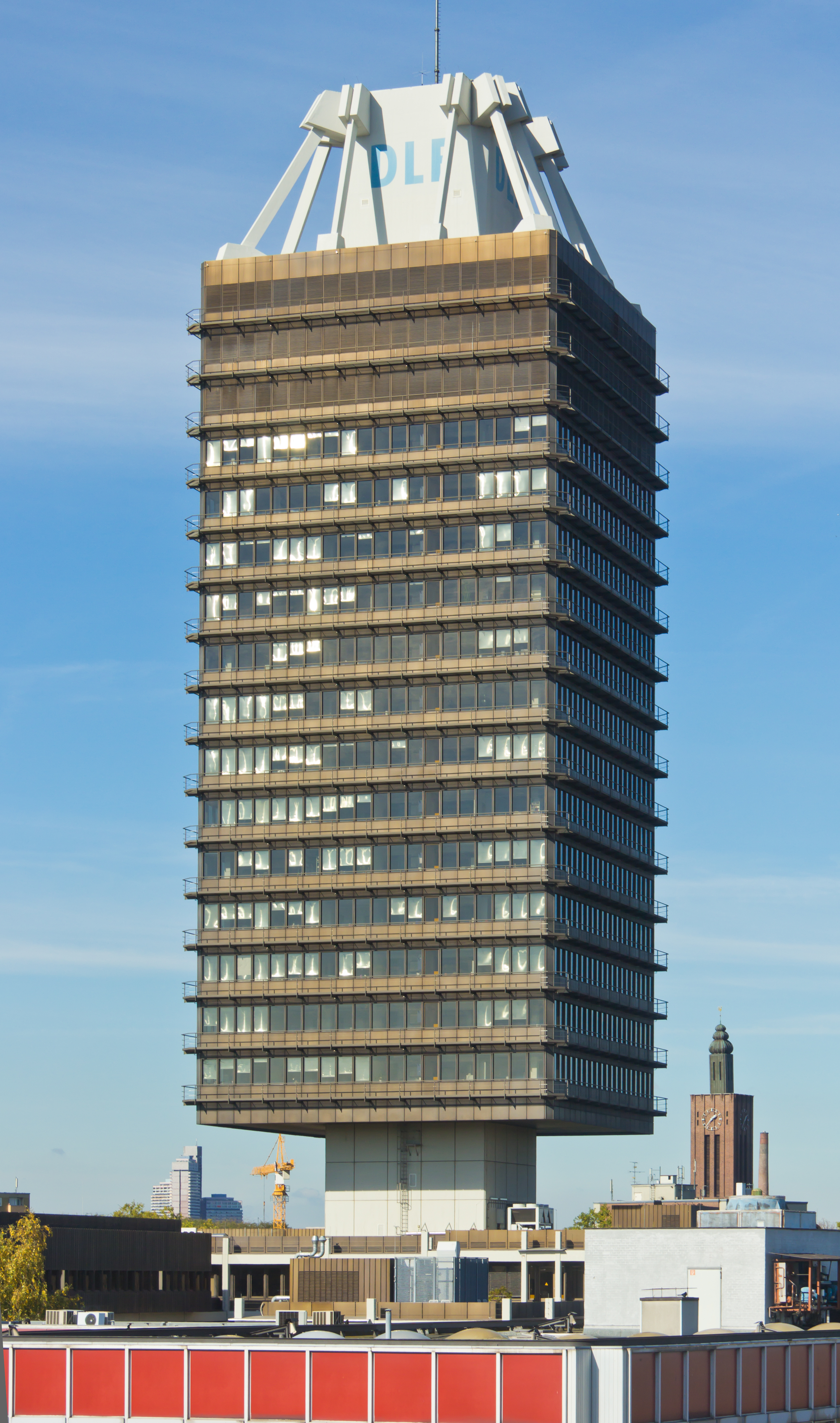
Deutschlandfunk

Die Gürtelstraße setzt sich nach der Bonner Straße als Raderberggürtel bis zur Brühler Straße fort. Hier ist das Gelände offen und überschaubar, die mehrspurigen Richtungsfahrbahnen sind durch einen mit jungen Platanen bepflanzten Grünstreifen getrennt. Dominiert wird der Raderberggürtel von den nach sechsjähriger Bauzeit fertiggestellten und 1980 eingeweihten, markanten Hochbauten der Deutschen Welle und des Deutschlandfunks. Die übrige Bebauung der Gürtelstraße, die hier die Stadtteile Raderberg im Norden und Marienburg im Süden trennt, ist spärlich.

### Raderthalgürtel

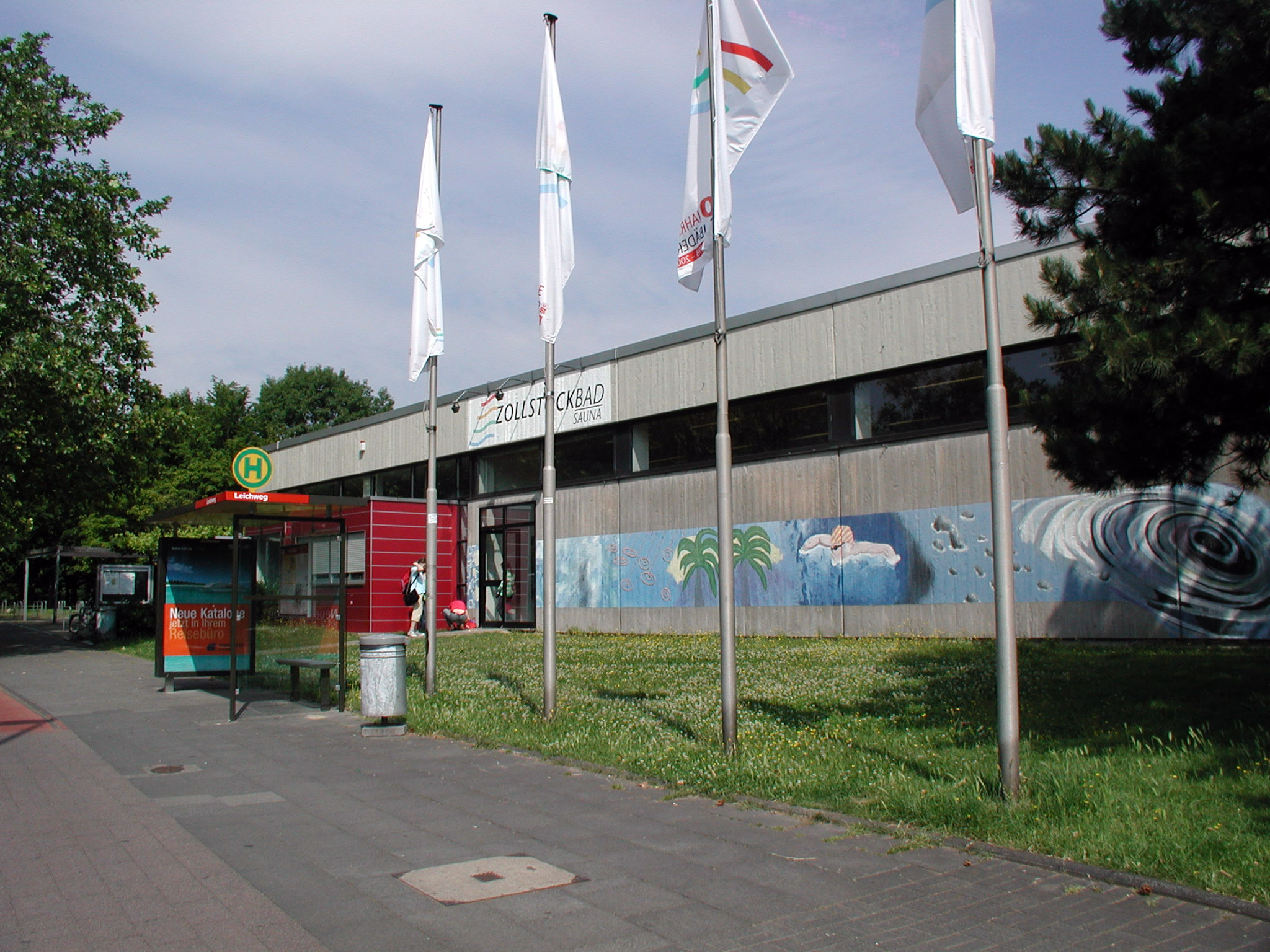
Zollstockbad

Der Raderthalgürtel verläuft ebenfalls mit Mittelstreifen versehen, kreuzungsfrei zwischen der Brühler- und der Vorgebirgstraße.
Er durchschneidet den Grünzug Süd, der südlich an den in den Jahren 1910–1913 durch Fritz Encke angelegten Vorgebirgspark anschließt. Einzige weiterführende Nebenstraße des Gürtels ist hier der kleine Leichweg, an dessen Ecke sich das Zollstockbad befindet.
Nach der Umsiedlung eines in der Höhe Leichweg seit über 120 Jahren ansässigen Industrieunternehmens (Autolacke, Farben) nach Marsdorf ist der Raderthalgürtel bis auf einen quer zu ihm stehenden Wohnkomplex frei von unmittelbarer Bebauung. Auf der gegenüberliegenden Seite befindet sich die Europaschule Köln.

### Zollstockgürtel

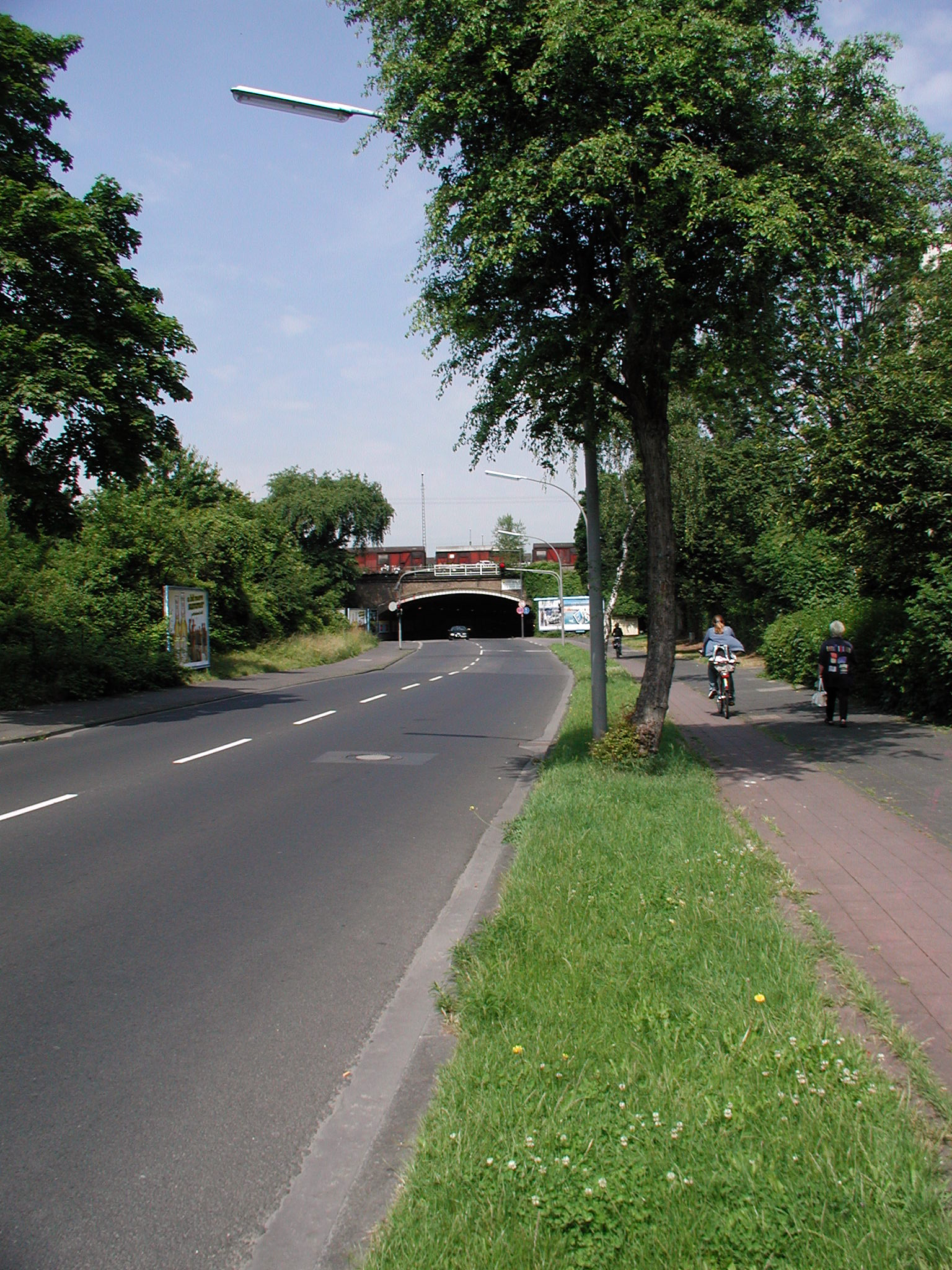
Zollstockgürtel vor der DB-Unterführung

Als Zollstockgürtel führt der Straßenzug ab der Vorgebirgstraße weiter und überquert die Hauptgeschäftsstraße des Stadtteils, den Höninger Weg, mit der über ihn verkehrenden Stadtbahn (Linie 12). Im weiteren Verlauf in Richtung Klettenberg ist der Gürtel bis zur Höhe „Kalscheurer Weg“ mit einem Mittelstreifen versehen und wird dann in seinem letzten Abschnitt für beide Fahrtrichtungen einspurig. Der Zollstockgürtel, der in seinem ersten Abschnitt eine geschlossene Bebauung aufweist, hat hier eine offene Bauweise und auf der dem Südfriedhof zugewandten Seite Gewerbeansiedlungen. Der Zollstockgürtel endet an der DB-Unterführung der sich hier zum Umschlagbahnhof Köln Eifeltor erweiternden Bahntrasse.

### Klettenbergürtel bis Stadtwaldgürtel
Es folgt der Klettenberggürtel und ab der Kreuzung mit der Luxemburger Straße der Sülzgürtel. Dann ab der Zülpicher Straße in Höhe der Universitätskliniken der Lindenthalgürtel.

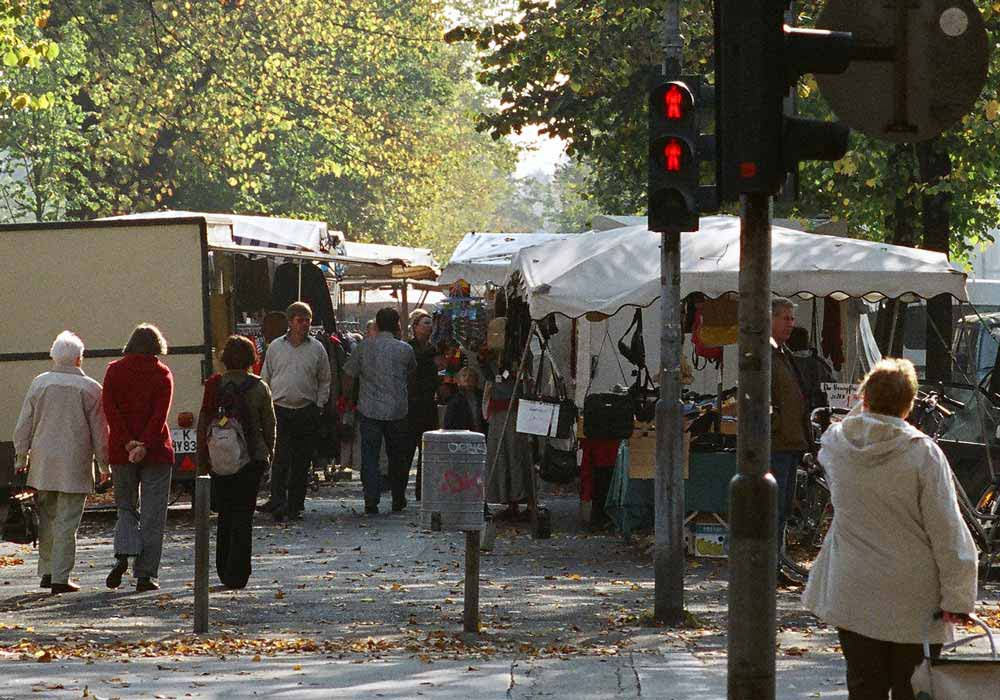
Markt auf dem Klettenberggürtel
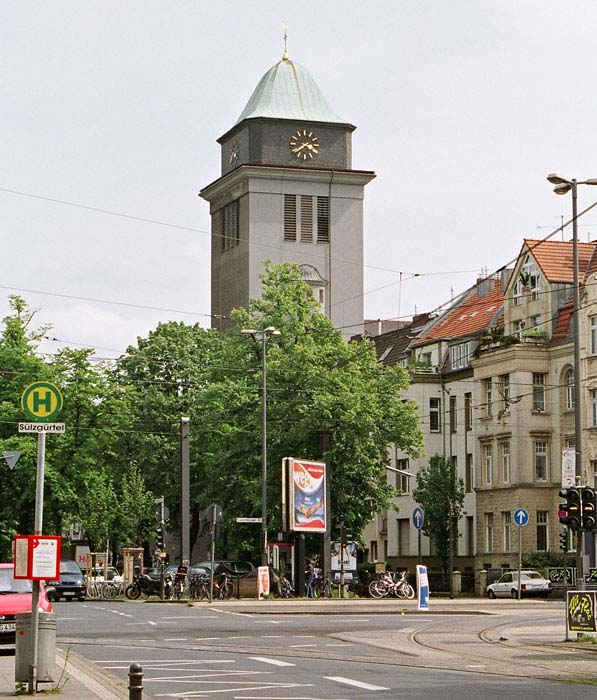
St. Bruno, Klettenbergürtel
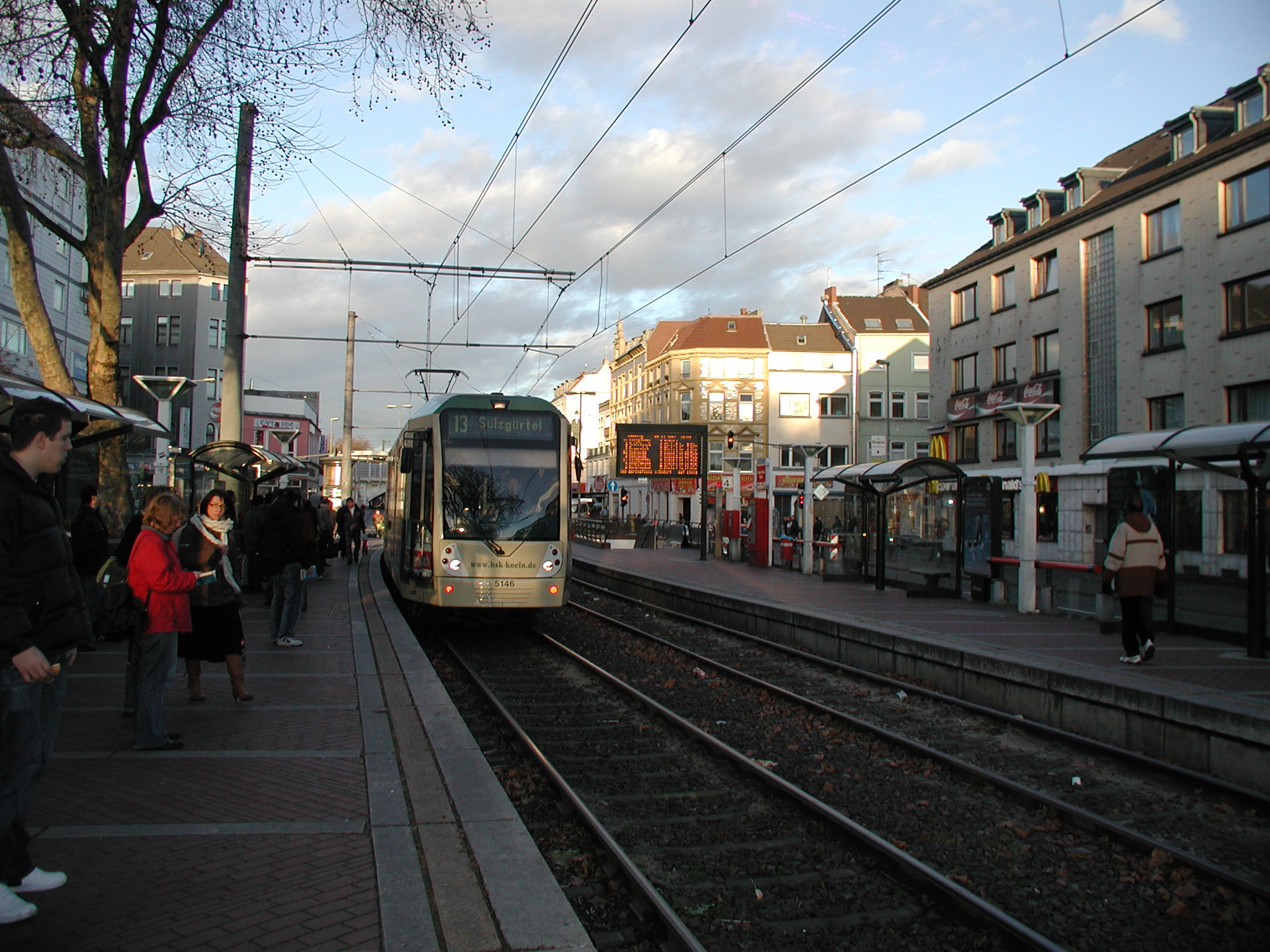
KVB-Station Venloer Str./Gürtel
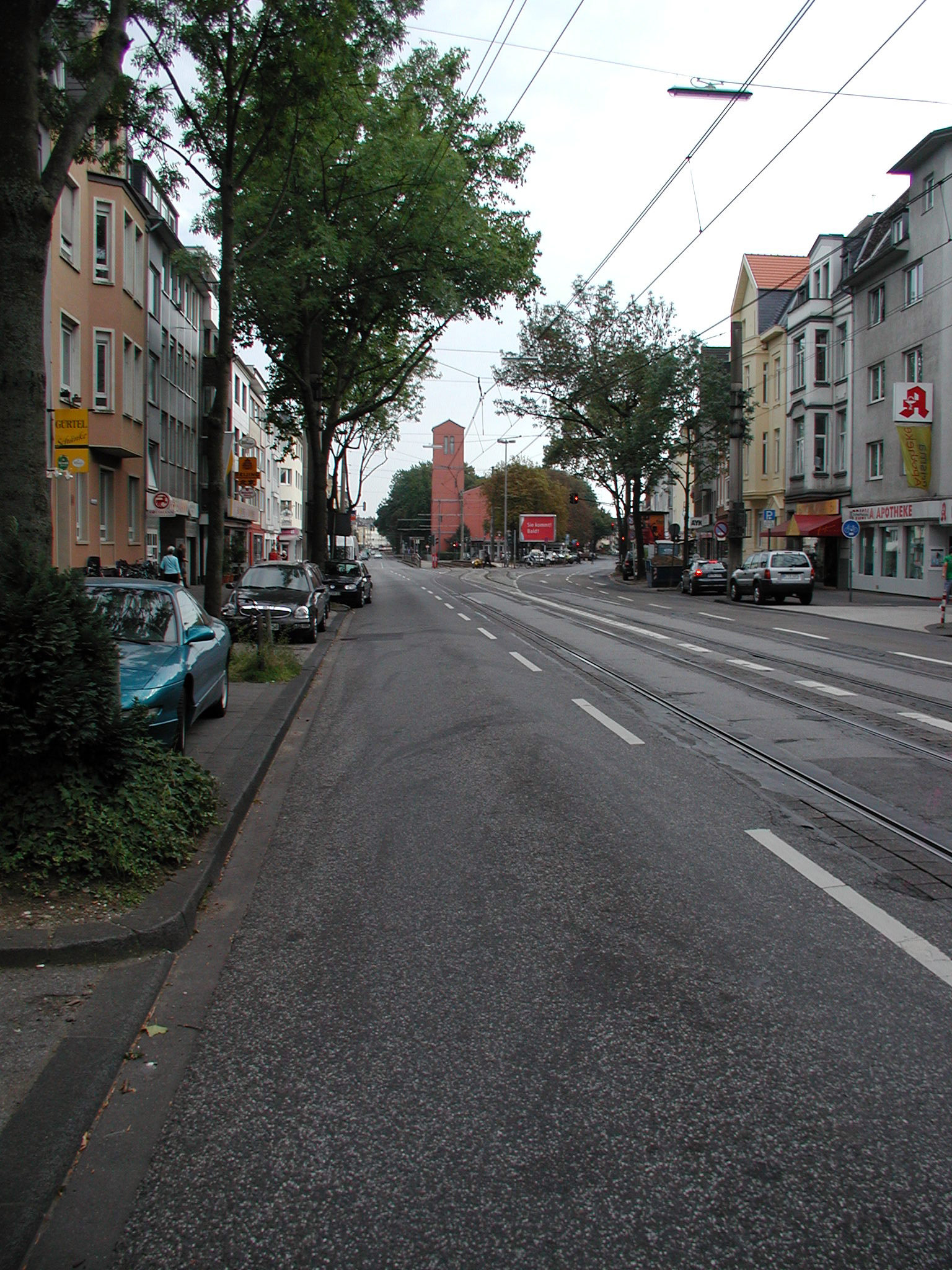
Paul-Gerhard-Kirche, Lindenthalgürtel

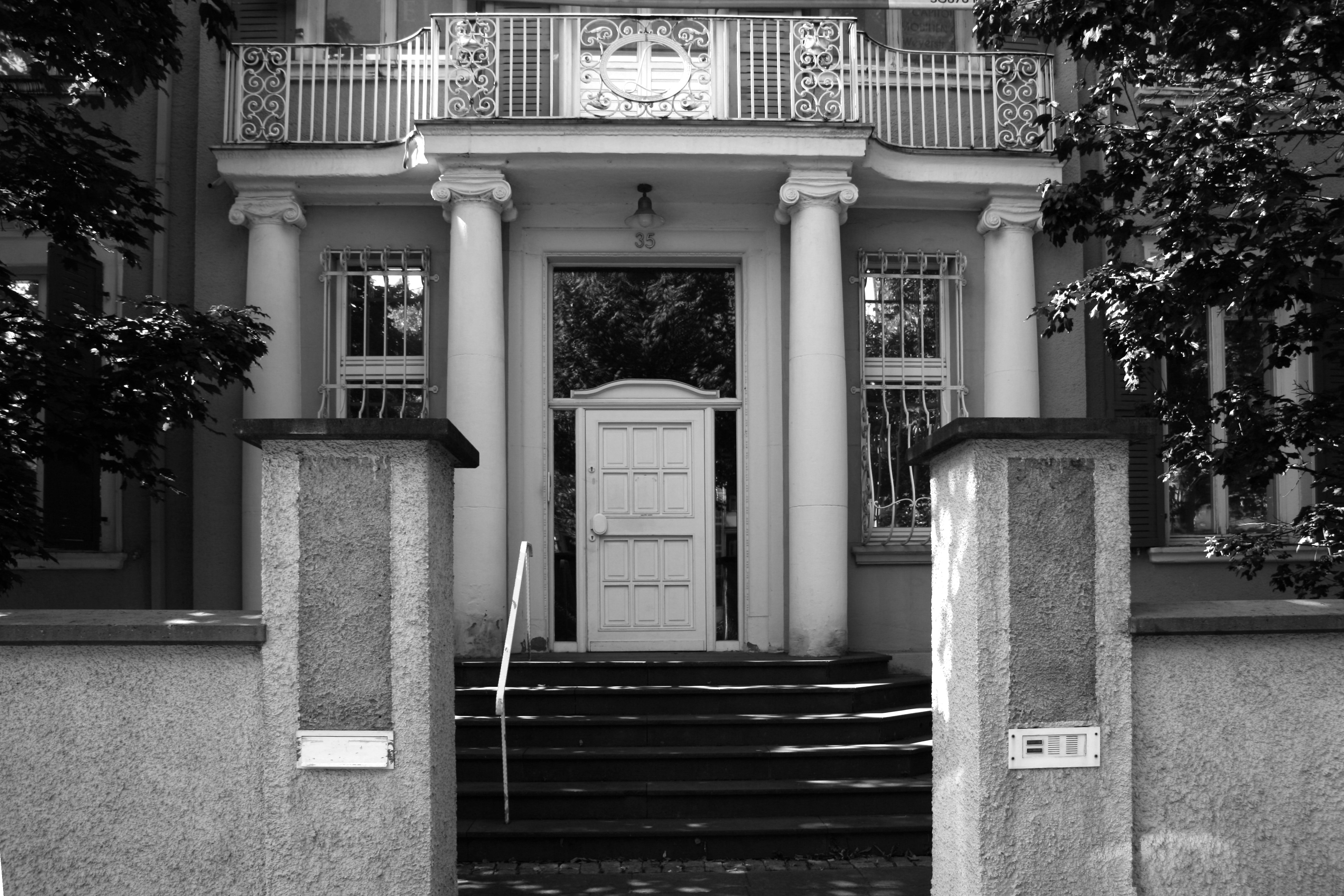
Villa des Bankiers Schröder am Stadtwaldgürtel 35

Nach dem Kreuzen der Dürener Straße beginnt auf der Westseite hinter ein paar kurzen mit Villen bestandenen Straßen der Stadtwald und die Straße heißt Stadtwaldgürtel.
In einer Villa am Stadtwaldgürtel 35, die damals dem Kölner Bankier Kurt Freiherr von Schröder gehörte, kam es am 4. Januar 1933 bei einem Treffen zwischen Franz von Papen und Adolf Hitler zu einer Einigung auf die Reichskanzlerschaft Hitlers. Dieses Treffen gilt als die „Geburtsstunde des Dritten Reiches“ (Karl Dietrich Bracher). Vor dem Haus ist eine Gedenkplatte in den Bürgersteig eingelassen.
Fährt man den Gürtel weiter entlang, kreuzt man die fast gerade nach Westen verlaufende Aachener Straße. Ab hier führt der Melatengürtel westlich am Melaten-Friedhof entlang.

### Ehrenfeldgürtel

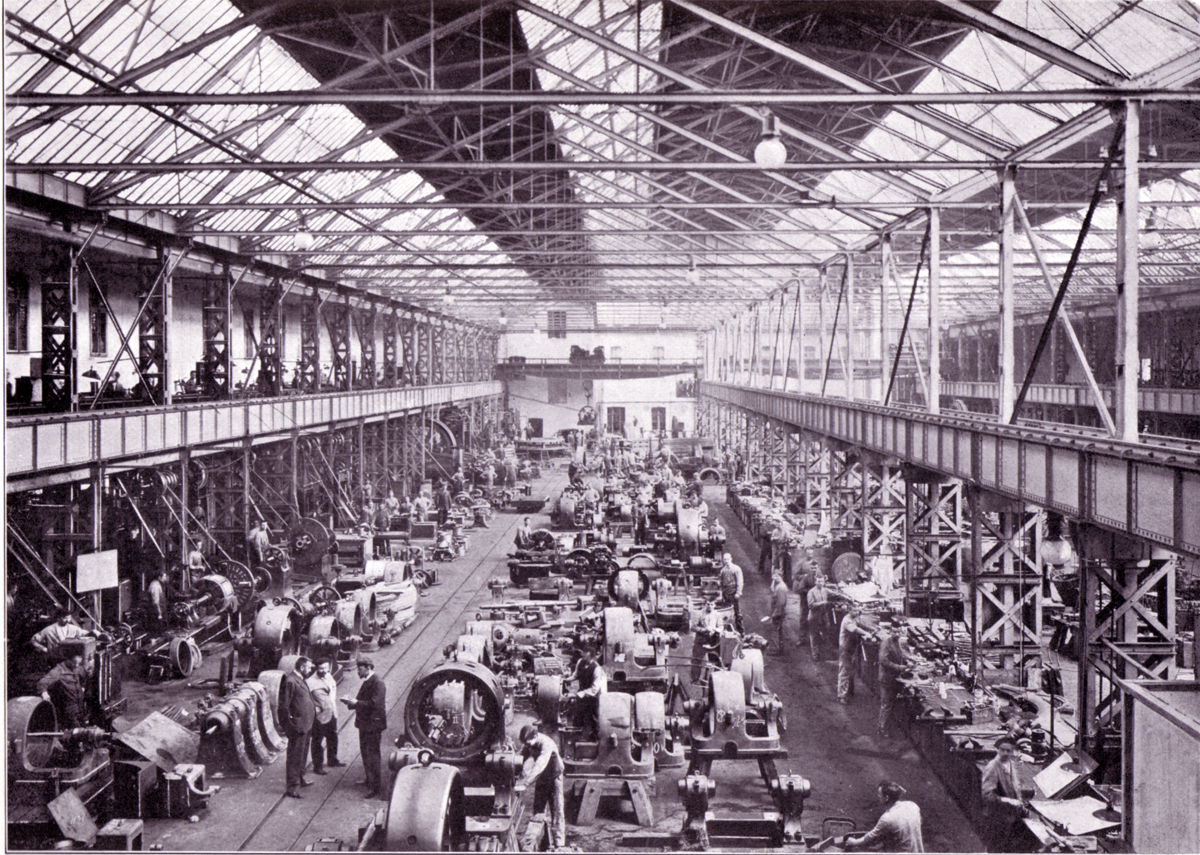
Werkhalle der Helios AG von 1885

Nach Kreuzung mit der Vogelsanger Straße in Ehrenfeld beginnt der Ehrenfeldgürtel. Er verläuft zunächst durch das große ehemalige Ehrenfelder Industrieareal aus dem späten 19. Jahrhundert, vorbei am Gelände der ehemaligen Helios AG für elektrisches Licht und Telegraphenanlagenbau. Dieses 1882 gegründete Unternehmen aus den Pioniertagen der Elektrotechnik trug europaweit maßgeblich zur Elektrifizierung von Industrie, Verkehrstechnik und öffentlichem Raum bei. Vom Ehrenfeldgürtel aus gut sichtbar ist die Rheinlandhalle, früher große Montagehalle der Helioswerke, danach Veranstaltungshalle und heute vom Möbel-, Fahrradhandel und einem Fitnessstudio genutzt. Im Hintergrund leuchtet ein Versuchs- und Demonstrationsleuchtturm der Helioswerke auch heute noch als Wahrzeichen Ehrenfelds.

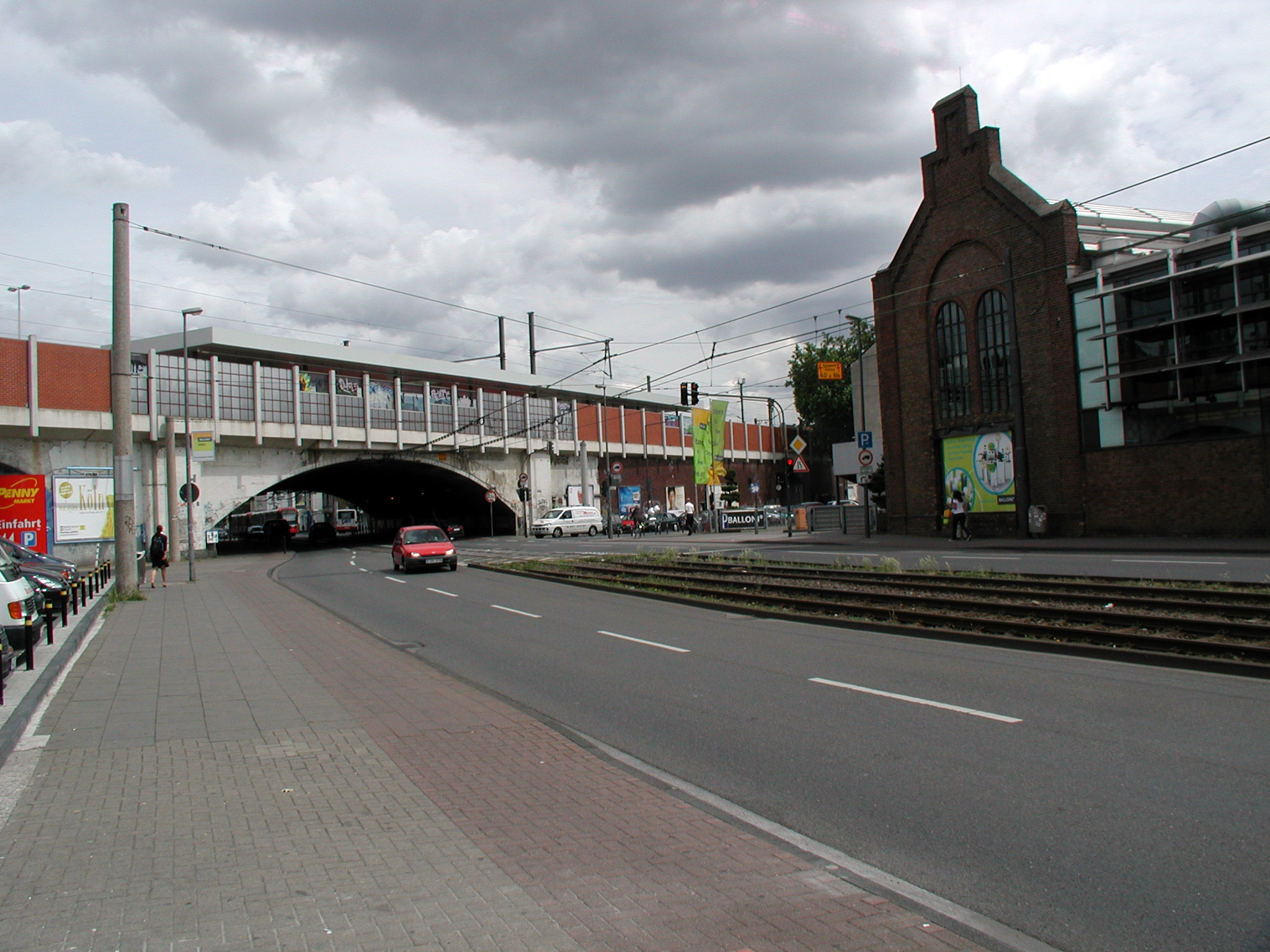
Bahnhof Köln-Ehrenfeld, rechts ein Teil der Hallen von Voss und Maack

Der Gürtel kreuzt dann die Venloer Straße (Bundesstraße 59) und die unterirdische Stadtbahnlinien 3 und 4 an der Haltestelle Venloer Straße/Gürtel. Er wird auch weiter von Industriedenkmälern flankiert, so vom stadteinwärts gelegenen Gebäudekomplex der Maschinen- und Kranfabrik Voss und Maack, die wie die Helioswerke im Jahr 1882 gegründet wurde. Die Firma erlosch nach wechselhafter Geschichte im Jahr 1990. Die Werksgebäude wurden renoviert und dienen heute als Verkaufs- und Veranstaltungsräume, ausgestattet mit Studiotechnik für Fernsehaufzeichnungen. In der ehemaligen Werkhalle ist ein „Voss-Kran“ aus dem Jahre 1937 nach wie vor betriebsbereit.

Ehrenfelder Glashütte im Jahr 1892, im Vordergrund die damals ebenerdige Bahnstrecke

Am Bahnhof Köln-Ehrenfeld unterquert der Gürtel heute die S-Bahn Köln und die Schnellfahrstrecke Köln–Aachen. Die zunächst ebenerdig verlaufende Bahnstrecke wurde am Anfang des 20. Jahrhunderts als Bogenviadukt hochgebaut und durchschneidet Ehrenfeld in ost-westlicher Richtung.
Hinter der Bahnunterführung durchquert der Ehrenfeldgürtel das Gelände der ehemaligen Ehrenfelder Glashütte. Die 1864 von Phillip Michel mit böhmischen Fachkräften gegründete Hohlglasfabrik hatte bis zu 500 Beschäftigte. Das in wechselndem Besitz befindliche Unternehmen nutzte ab den 1870er Jahren Gasfeuerung zur Serienfertigung von Haushaltsgläsern, Trink-Services oder Glasrömern. Auch auf die kunstgewerbliche Nachbildung antiker Glasgefäße war man spezialisiert; die Ehrenfelder Glaswaren wurden deutschland-, europa- und weltweit exportiert. Nach einer ersten Stilllegung im Jahr 1928 wurde das Werk im Jahr 1937 endgültig geschlossen. Noch heute erinnern die Glasstraße und die Hüttenstraße in Gürtelnähe an die Ehrenfelder Glashütte.

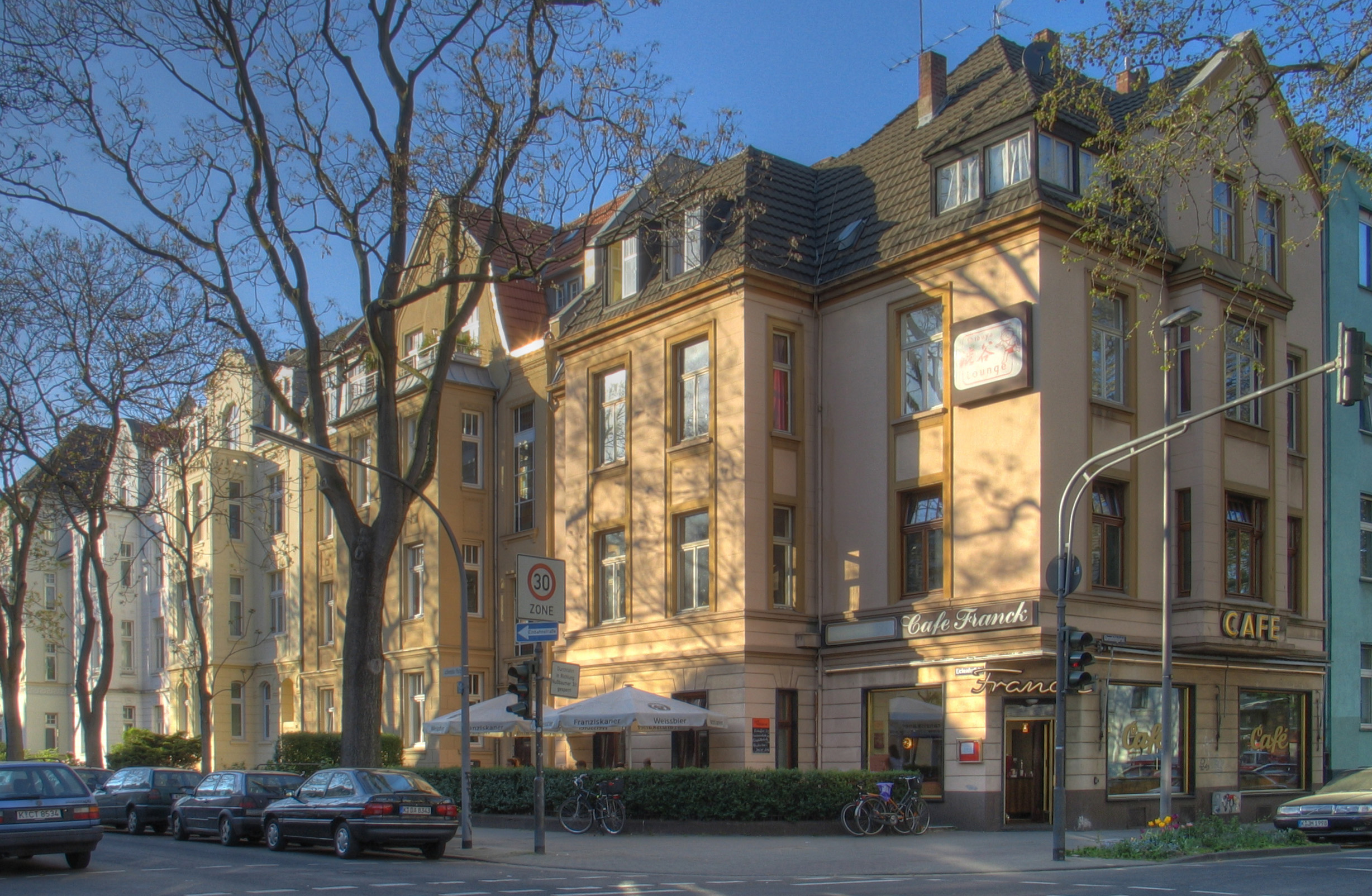
Eichendorffstraße, Blick vom Ehrenfeldgürtel in nordwestliche Richtung

Einen Teil des Grundstückes der stillgelegten Glashütte erwarb 1937 die Reichspost. Von 1966 bis 1968 baute sie am Ehrenfeldgürtel die neue Ehrenfelder Post. Der Postamtsbetrieb wurde inzwischen auf die Venloer Straße verlegt.
Nach der Kreuzung mit der Subbelrather Straße, an der auch die Stadtbahnlinie 5 aus der Innenstadt kommend in den Ehrenfeldgürtel einmündet, verläuft die Straße alleenartig durch den Stadtteil Neuehrenfeld. Mit der Erschließung dieses neuen Stadtteils um die Jahrhundertwende bebaute man ganze Straßenzüge für Bürger mit homogenen Einkommensverhältnissen und Ansprüchen an die Wohnqualität. Das als „Subbelrath“ bezeichnete Areal zwischen der Subbelrather und der Nußbaumer Straße gehörte anteilig den Grundbesitzern Alois Anton Schlösser (* 1845, † 1908) und Franz Zilkens (* 1847, † 1915). Schlösser wandte sich mit seinen Parzellen an kleinbürgerliche Kunden wie Handwerker, kleine Kaufleute und Facharbeiter während Zilkens seine Grundstücke, darunter auch große Teile der den Gürtel kreuzenden Eichendorffstraße und das Gebiet um die St.-Anna-Kirche, an eine wohlhabende Klientel verkaufte. Der Volksmund nannte die so entstehenden Straßenzüge „Tinte-Veedel“ oder „Tintenkleckserviertel“, weil ihre Bewohner ihr Geld üblicherweise am Schreibtisch verdienten. Auch entlang des Gürtels befinden sich gut erhaltene Prachtbauten mit reich verzierten Jugendstilfassaden, ebenfalls in den abzweigenden und kreuzenden Seitenstraßen.

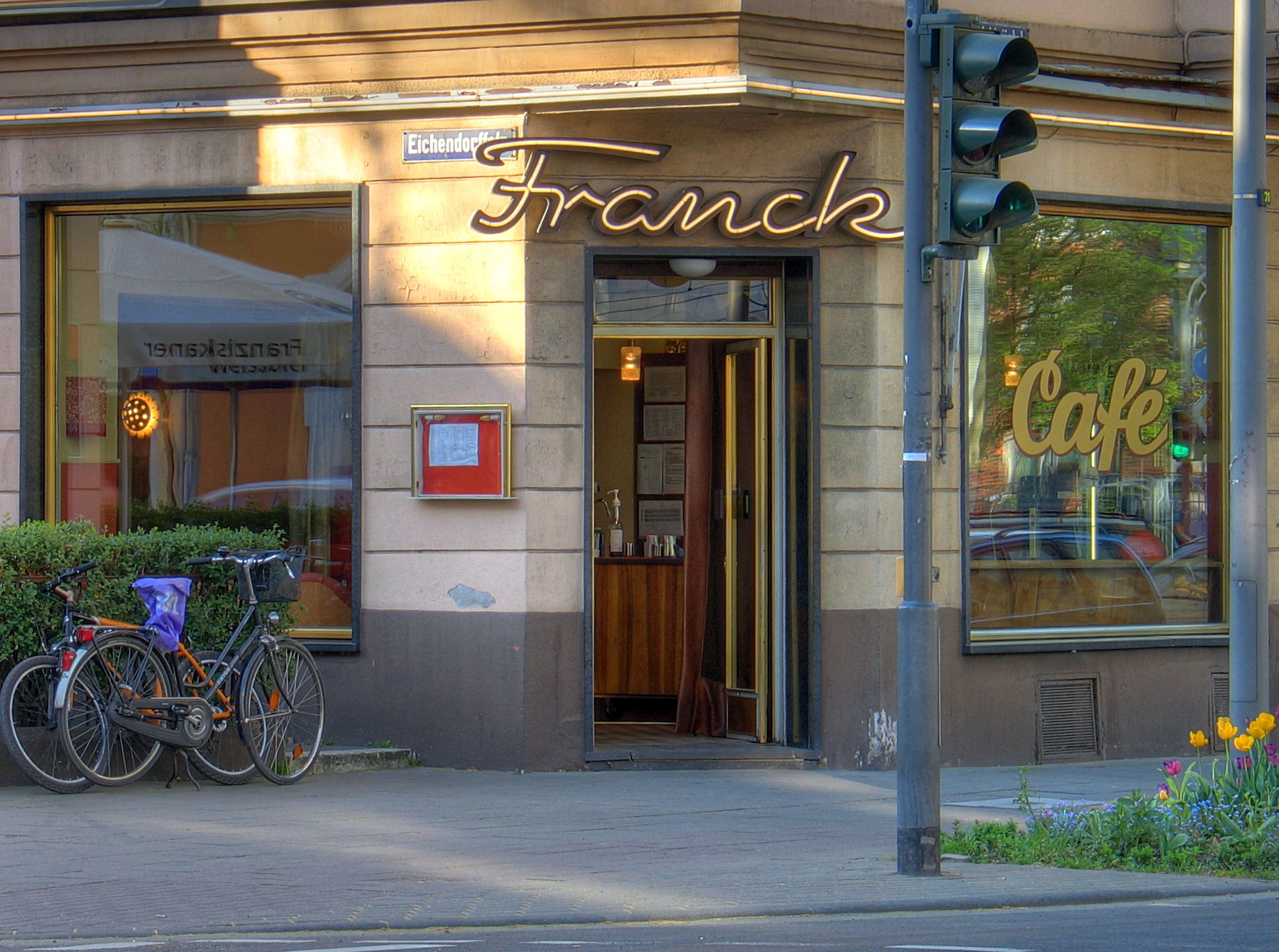
Cafe Franck

An der Ecke Eichendorffstraße ist das seit 1938 existierende Café Franck erwähnenswert (zuvor Hans Büttgen). Auch nach dem Tod ihres Mannes Heinz 1985 führte Frau Susanne Franck insgesamt 64 Jahre lang die Kölner Institution weiter, bis sie das Café im Alter von 91 Jahren im Jahr 2002 schließen musste. 2004 wurde es unter gleichem Namen von anderen Inhabern wiedereröffnet, die jetzt tagsüber das Café mit Außenterrasse und abends eine Lounge-Bar (mit Diskothek in der ehemaligen Backstube) betreiben. Die Möblierung im Design der 1950er Jahre (Nierentisch) wurde weitgehend beibehalten.

## Weiterer Verlauf
Schon vor der Überquerung der Autobahn A 57 ab der Nußbaumerstraße im Stadtteil Bilderstöckchen wurde die Straße wegen der Durchquerung des Blücherparks Parkgürtel genannt. Folgt man dem Gürtel weiter ab der Geldernstraße in nördliche Richtung, so endet er mit dem Mauenheimer Gürtel an der Merheimer Straße.

### Niehler Gürtel
Die weitere Verlängerung zum Rheinufer hin ist zwar seit mehr als 40 Jahren geplant, aber bis heute nicht ausgeführt. Einzig die Stadtbahn ist seit 1974 als Hochbahnstrecke in der Mitte der vorgesehenen Trasse in Betrieb. Vom Niehler Gürtel wurde bisher nur ein kleines Teilstück realisiert, das mittlerweile namentlich in den Niehler Kirchweg integriert wurde. An der parallel zur Hochbahn abzweigenden Sackgasse befinden sich nur zwei Häuser und ein Aldi-Supermarkt. In der Annahme des künftigen Ausbaus erhielten die Häuser die postalischen Anschriften Niehler Gürtel 102 bis 106.
Erst ab der Boltensternstraße in Riehl ist der Gürtel – nun als Niehler Gürtel – wieder für den Kfz-Verkehr befahrbar. Von dort an verläuft er schnellstraßenartig ausgebaut bis zur Mülheimer Brücke.

### Gürtelbahn

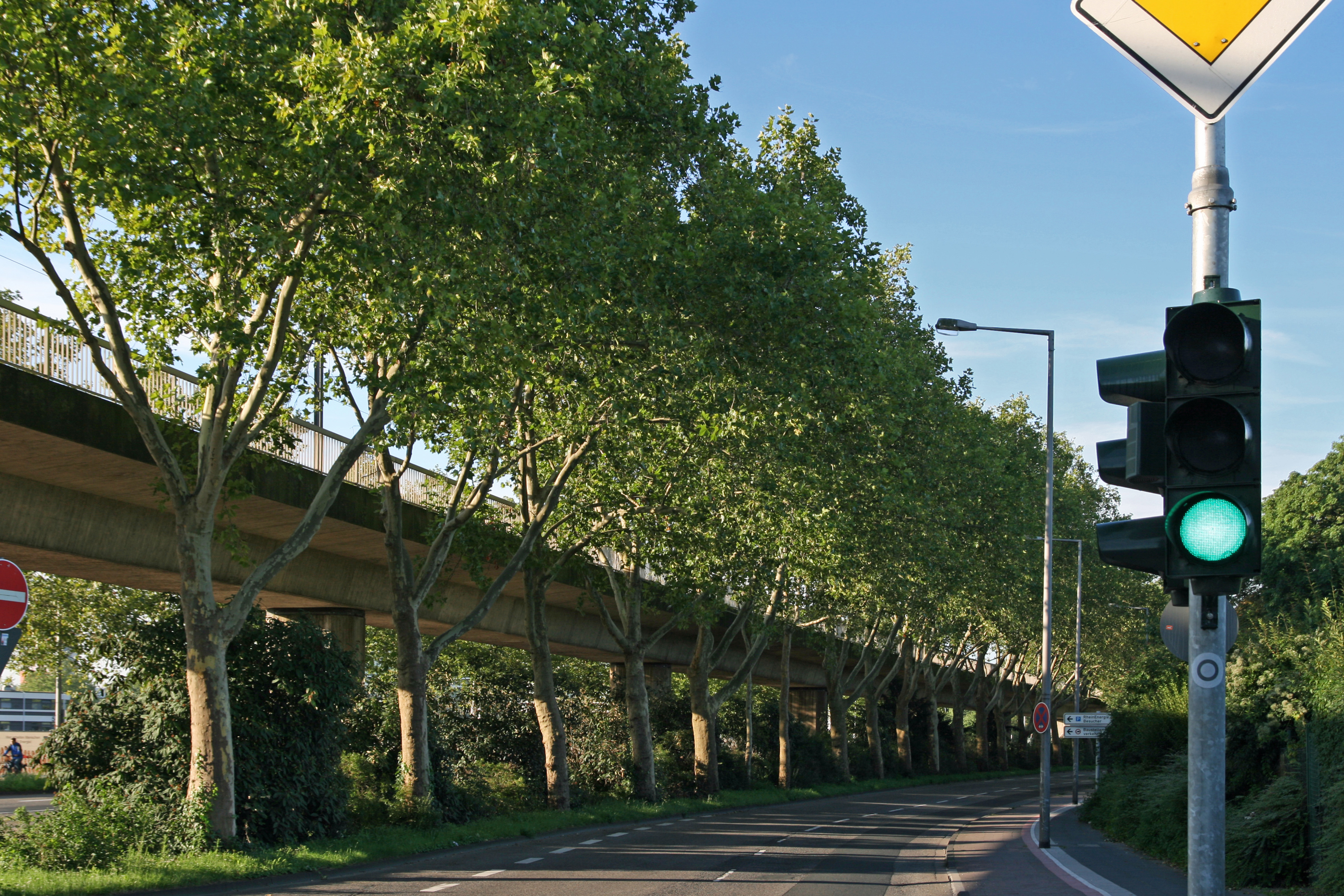
Ab dem Parkgürtel verläuft die Stadtbahnstrecke der Linie 13 als Hochbahn

Der Gürtel wird von der Kreuzung mit der Luxemburger Straße an Richtung Norden bis zur Mülheimer Brücke von einer in der Mitte verlaufenden Straßenbahn begleitet. Bis nach Ehrenfeld verläuft die Strecke größtenteils auf dem breiten Mittelstreifen, ab dann folgt der als Hochbahn errichtete Neubauteil mit einem kurzen Tunnelstück. Es verkehrt auf der ganzen Strecke die Linie 13, auf weiteren kurzen Abschnitten auch die Linien 5 und 7 der Stadtbahn Köln.

### Städtebauliche Anlage
Der größte Teil des Gürtels ist eine vierspurige Straße. In der Mitte befindet sich ein breiter, mit Bäumen bepflanzter Mittelstreifen, auf dem auch die Gleise der Stadtbahn verlaufen. Die Straße hat auf beiden Seiten Radwege. In den älteren Teilen des Gürtels fehlt dieser Grünstreifen.
Vom südlichen Ende bis nach Bilderstöckchen wird der Gürtel meist von einer mehrstöckigen Wohnbebauung begleitet. Dazwischen befinden sich einige Büro- und Geschäftshäuser, zwei Parks und der Melatenfriedhof.
An den älteren Teilen des Gürtels befinden sich keine repräsentativen Bauten. Diese sind eher an den Radialstraßen zu finden. Als Ausnahmen könnten erwähnt werden das Kombibad am Raderthalgürtel und die Paul-Gerhard-Kirche am Lindenthalgürtel. Da an der neuen Straße noch viel Baugrund zur Verfügung stand, wurden an oder in unmittelbarer Nähe zum Gürtel viele größere öffentliche und private Bauten errichtet. An neueren Bauten sind zu nennen das Verwaltungshochhaus der Krankenversicherung DKV und das Regent-Hotel an der Kreuzung mit der Aachener Straße, das Bezirksrathaus für den Stadtbezirk Nippes an der Kreuzung der noch nicht fertigen Trasse mit der Neusser Straße. Ein Wahrzeichen sind das Haus des Deutschlandfunks mit dem benachbarten Haus der ehemals dort residierenden Deutschen Welle in Marienburg. Auch Schulbauten, wie das Erzbischöfliche Irmgardis-Gymnasium Köln, das mit seiner Schmalseite auf den Bayenthalgürtel stößt, oder Kirchen, wie die Kirche Zum Heiligen Geist, die offiziell an der Hürther Straße liegt, können genannt werden.

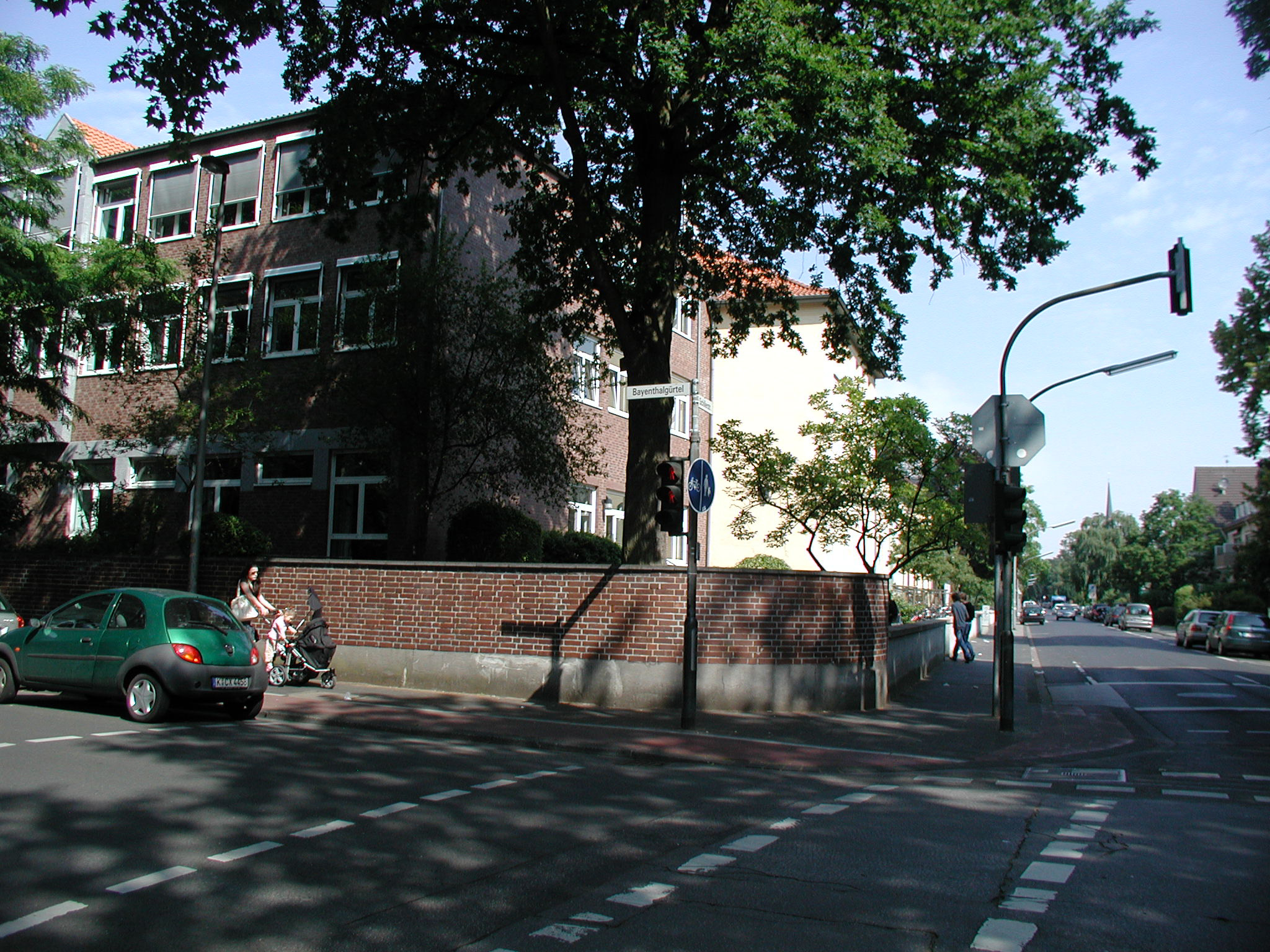
Erzbischöfliches Irmgardis-Gymnasium
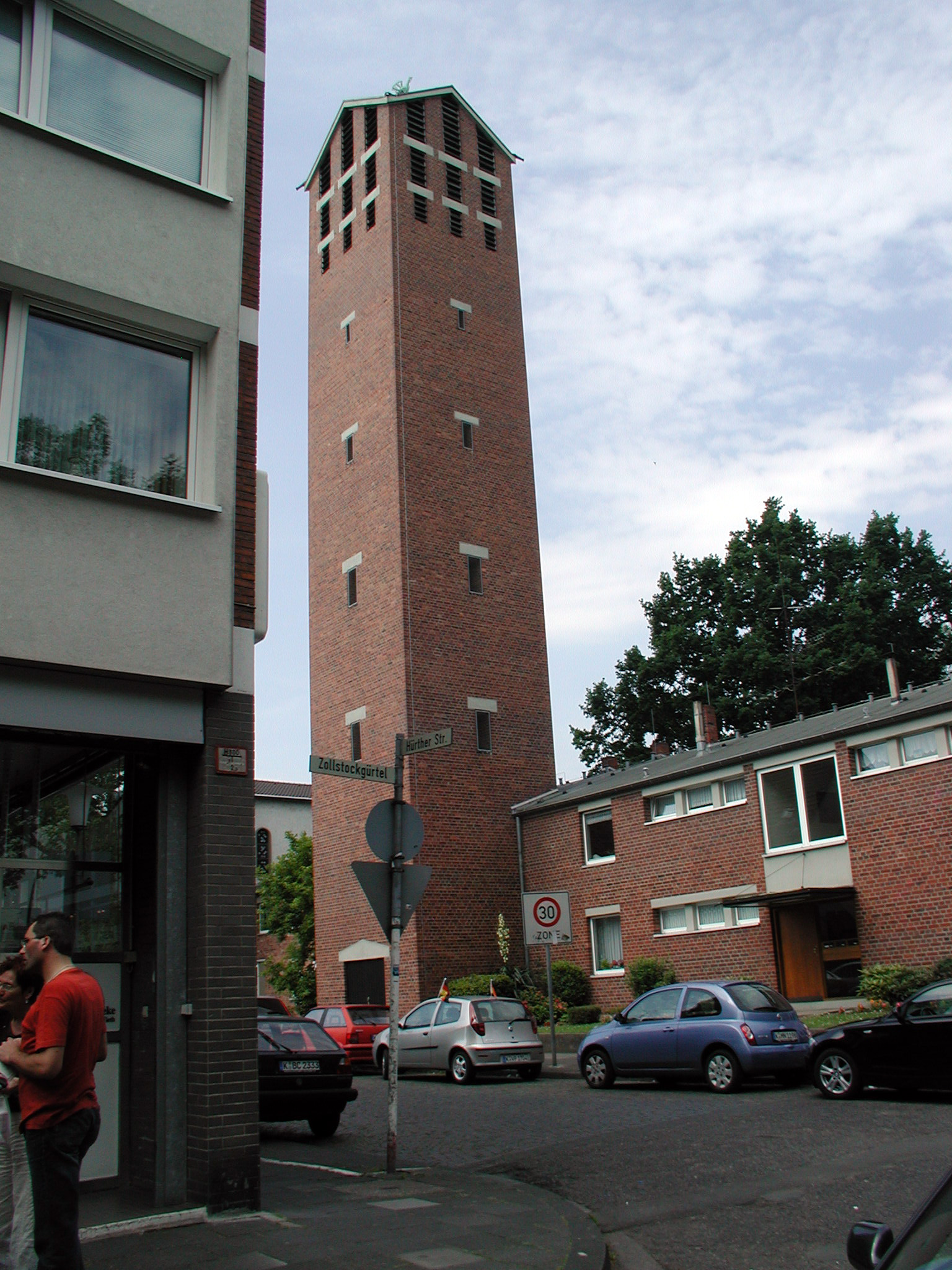
Turm der Hl. Geist-Kirche, Zollstockgürtel/Hürther Straße
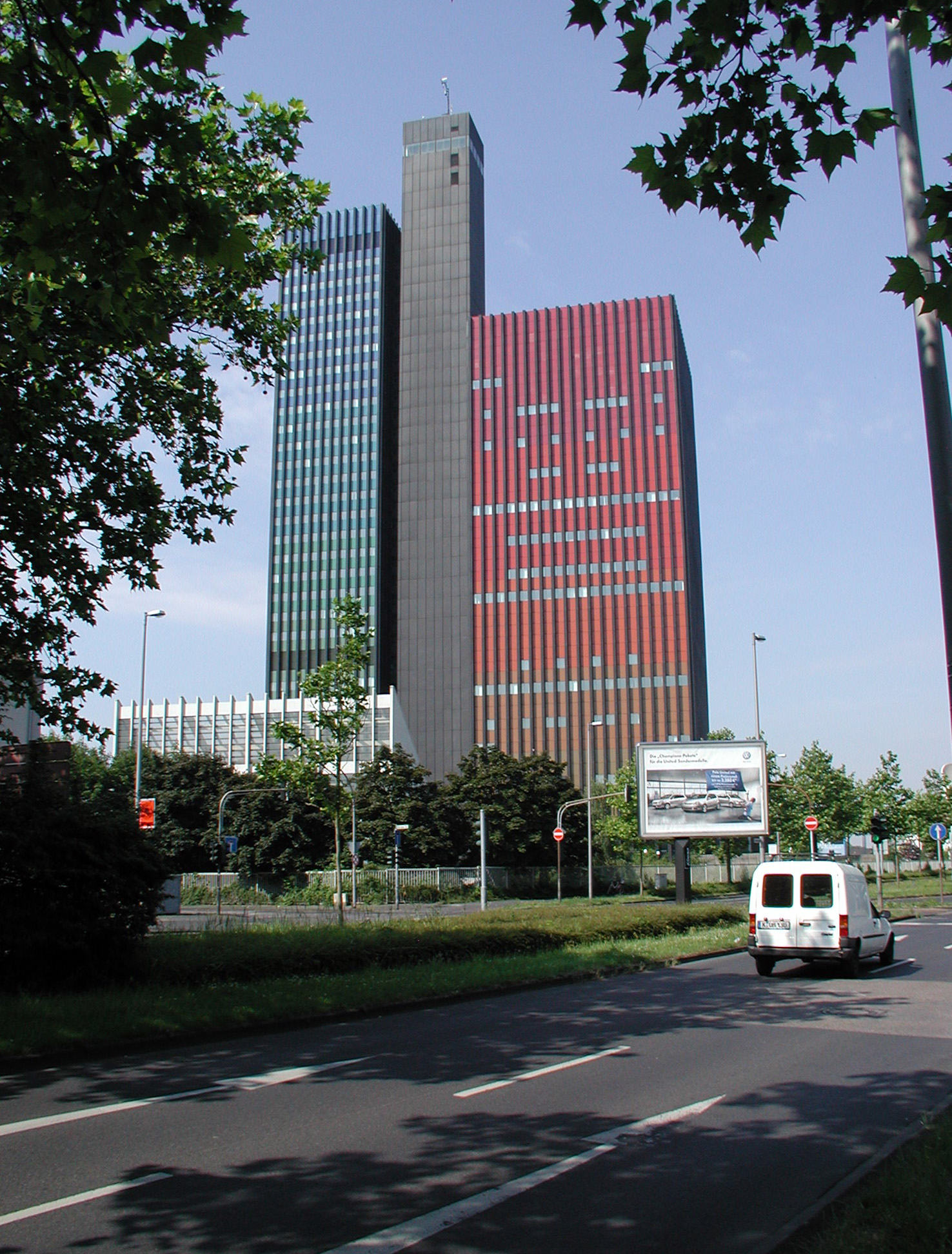
Raderberggürtel, ehemalige Deutsche Welle

## Verkehrliche Bedeutung
Der Gürtel hat keine überörtliche Funktion. Er ist aber für den innerstädtischen Verkehr wichtig, da er verschiedene Stadtteile Kölns verbindet, ohne dass man dafür in das Zentrum hineinfahren muss. Insbesondere für Radfahrer und die Benutzer des öffentlichen Personennahverkehrs ist er eine wichtige Verbindungsstrecke. Für den Kfz-Verkehr ist er nicht so wichtig wie die etwa zwei Kilometer stadteinwärts verlaufende Innere Kanalstraße, die als meistbefahrene Straße der Kölner Straßenringe vier- bis sechsspurig ausgebaut ist.

## Ausbaupläne
Der Lückenschluss im Norden zwischen dem Ende des zusammenhängenden Gürtels an der Merheimer Straße und dem Niehler Gürtel wurde viele Jahre lang geplant. Jedoch war ein Zeitrahmen allein  schon wegen der Finanzlage der Stadt Köln nicht absehbar. Auch befürchteten die Anwohner im nördlichen Teil für diesen Fall eine starke Zunahme des Verkehrs. Seit den 1990er Jahren gab es organisierte Proteste gegen die „Gürtel-Autobahn“ unter anderem von der Initiative "Stoppt den Gürtel!". 
Spätestens seit 2020 verfolgen der Kölner Stadtrat und die Bezirksvertretung Köln-Nippes das Vorhaben eines "Fahrrad-Gürtels".
Ebenso ruht wegen der unklaren Finanzierung die geplante südliche Verlängerung der Stadtbahntrasse bis zur Bonner Straße.
Die Idee einer weiteren Rheinbrücke am südlichen Ende des Gürtels ist hingegen aus den Planungen verschwunden, da hierfür kein Bedarf mehr besteht.

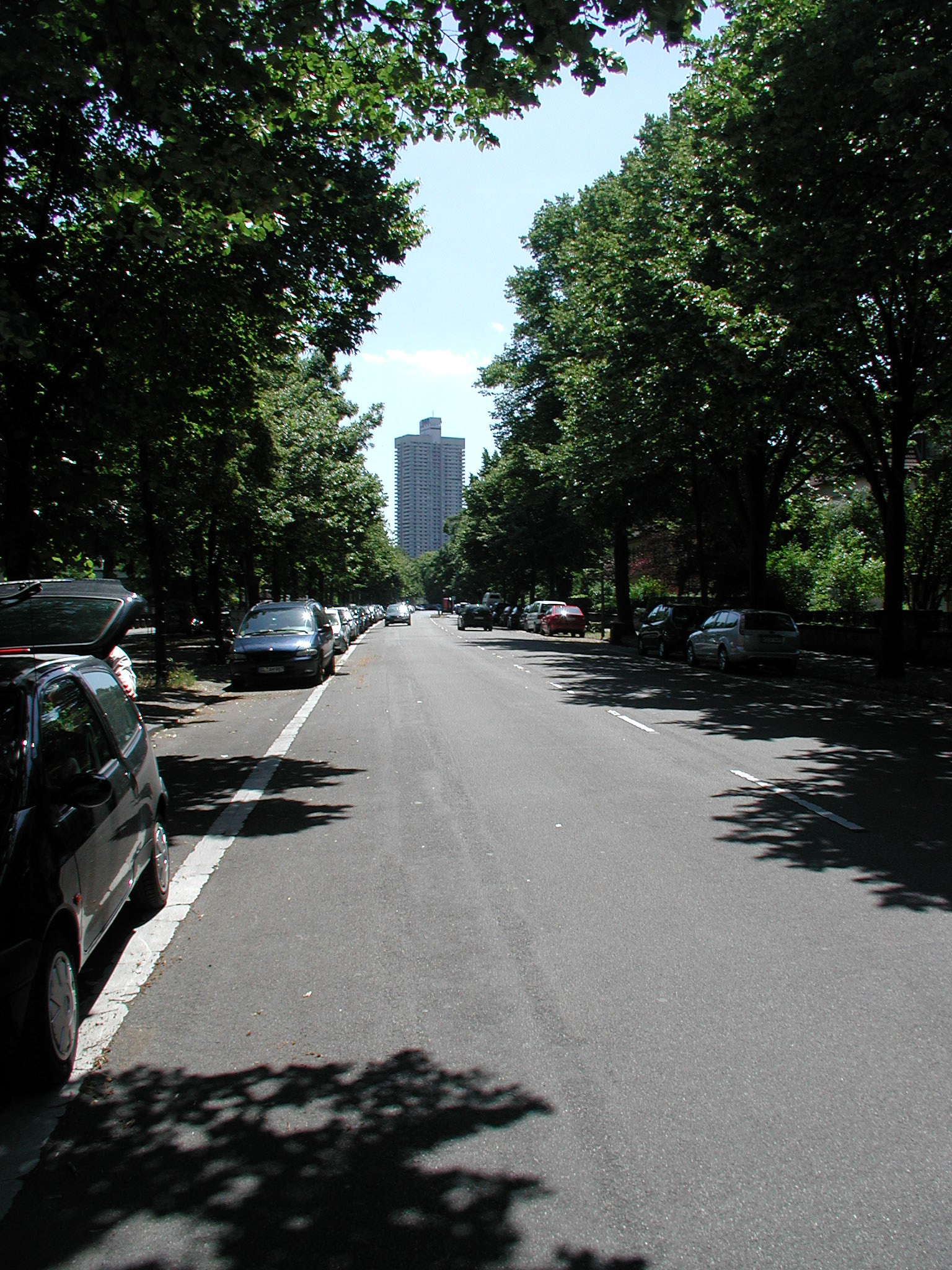
Riehler Gürtel

## Riehler Gürtel
Im Stadtteil Riehl verläuft von der Amsterdamer Straße bis zum rückwärtigen Eingang des Kölner Zoos an der Stammheimer Straße der Riehler Gürtel mit der Kirche St. Engelbert (von Dominikus Böhm 1930/1932). Städtebaulich gleicht er dem restlichen Gürtel, also eine breite Straße mit breitem Mittelstreifen. Jedoch fehlt der Anschluss an den restlichen Gürtel. Der Riehler Gürtel liegt in der Trasse, die in den Planungen der 1920er Jahre vorgesehen war, daher blieb der Name bestehen. Die spätere Planung sah für den Gürtel eine nördlichere Trasse vor.